# Cryptelytrops insularis
Cryptelytrops insularis är en ormart som beskrevs av Kramer 1977. Cryptelytrops insularis ingår i släktet Cryptelytrops och familjen huggormar. IUCN kategoriserar arten globalt som livskraftig. Inga underarter finns listade i Catalogue of Life.
Enligt Reptile Database ingår arten i släktet palmhuggormar (Trimeresurus).
Arten förekommer på flera öar i Sydostasien från Java till Timor. På några av öarna föredrar ormen bergstrakter mellan 900 och 1200 meter över havet. Troligen lever Cryptelytrops insularis främst i skogar som under tider utanför monsunen är torra. Honor lägger inga ägg utan föder levande ungar.